# Paul Raven
Paul Vincent Raven (ur. 16 stycznia 1961, zm. 20 października 2007) – muzyk rockowy i gitarzysta basowy grup Ministry, Killing Joke, Prong, Godflesh i Pigface.

## Kariera
W 1982 roku trzech członków zespołu Killing Joke (Jaz Coleman, Martin Glover oraz Geordie Walker), podczas promocji albumu Revelations, przeniosło się na Islandię. Niewiele później Martin Glover wrócił do macierzystego kraju, Anglii, gdzie próbował przekonać Ravena do dołączenia do nowo powstającego zespołu Brilliant. Raven jednakże odrzucił propozycję, a zamiast tego dołączył do Colemana i Walkera, by później zostać nowym basistą Killing Joke. Pierwszym nagraniem z udziałem nowego basisty był album Fire Dances. W 1987 roku odszedł z grupy, by powrócić w 1990, kiedy to nagrał z nią album Extremities, Dirt & Various Repressed Emotions. W tym samym czasie rozpoczął także współpracę z Pigface – projektem muzycznym Martina Atkinsa (ówczesnego perkusisty Killing Joke) i Billa Rieflina. W 1991 roku, Paul Raven po zakończeniu trasy promującej nowy album Killing Joke, wraz z Chrisem Connellym oraz z pozostałymi członkami Killing Joke, wyjąwszy Jaza Colemana, uformował supergrupę Murder, Inc.
W 1993 roku został członkiem thrashmetalowego zespołu Prong. W 1994 zostało wydane pierwsze wspólne dzieło - album Cleansing. Nagranie to było jednym z pierwszych albumów heavymetalowych zawierających w sobie elementy industrialne, które znalazły się tam przede wszystkim dzięki wpływom Ravena. Kolejnym nagranym album został Rude Awakening. Zajął on 1. miejsce na liście Billboard Heatseekers. Niedługo potem grupa rozpadła się. 
Paul Raven, wraz z perkusistą grupy Prong, Tedem Parsonsem, stanowił duet, który występował w zespołach Killing Joke, Godflesh (Raven w roku 2002 został ogłoszony członkiem tego zespołu, jednakże grupa rozpadła się przed pierwszą trasą koncertową), jak i przy nagraniach byłych członków zespołu Swans – Normana Westberga i Algisa Kizysa. 
Kolejnym zespołem, w którym występował Paul Raven, był Society 1. Jego partie gitary basowej znalazły się na albumie Exit Through Fear z roku 2003. Brał on udział przy nagrywaniu albumu Brand New History zespołu Econoline Crush.
Do Killing Joke wrócił dopiero w 2003 roku i pozostał w niej do roku 2005 (oficjalnie jednak nadal był wymieniany wśród członków aktualnego składu). Następnie związał się z Ministry. Z zespołem tym nagrał płyty Rio Grande Blood i The Last Sucker. W 2007 utworzył projekt Mob Research. 
Zmarł 20 października 2007 roku. Przyczyną śmierci muzyka był zawał serca. Spotkanie członków grupy Killing Joke na pogrzebie Paula Ravena było przyczynkiem do powrotu zespołu w oryginalnym składzie.
Utwór „Khyber Pass” autorstwa Paula Ravena i Ala Jourgensena wykorzystano w nagrodzonym Oscarami za rok 2009 filmie The Hurt Locker. W pułapce wojny.